# Kvällsposten

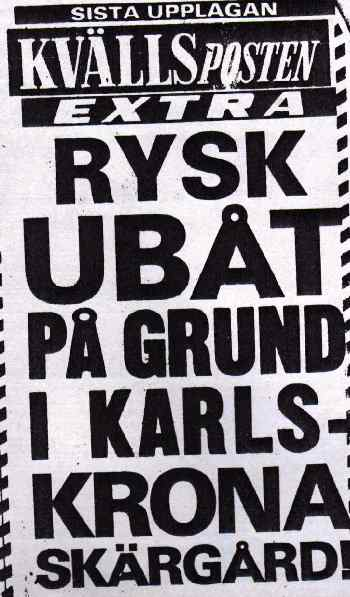
En löpsedel till Kvällsposten

Kvällsposten, KvP, är en skånsk kvällstidning, grundad 1948, vilken sedan 1998 utgör en sydsvensk edition av Expressen. Politiskt betecknar tidningen sig som liberal och är partipolitiskt oberoende. Den utgavs ursprungligen endast söndagar, men blev daglig 1950 efter förvärv och sammanslagning med Skånska Aftonbladet. Kvällsposten ägdes av Sydsvenska Dagbladet Snällposten och var i likhet med denna högerinriktad fram till 1966, då båda tidningarna fick beteckningen "oberoende liberal".
1990-1995 hette tidningen IDag och var en sammanslagning med Göteborgs-Tidningen. Sedan 1998 är Kvällsposten en edition av Expressen och ingår således i Bonnierkoncernen. Redaktionen finns i Malmö och tidningen ges ut i hela Sydsverige, med Småland, Öland, Blekinge, södra Västergötland, Halland och Skåne som bevakningsområde.

## Kulturpriser
Sedan 1952 utdelar tidningen årligen Kvällspostens Thaliapris till teaterpersoner och sedan 1979 utdelar man även till minne av skådespelaren Edvard Persson Edvardpriset till personer inom scen- och underhållningsvärlden.
Tidningen delar också ut priset till Årets skåning, vilket röstas fram av tidningens läsare.

## Journalistik
Kvällspostens journalistik innehåller snabba nyheter, bred sportbevakning i allmänhet och fotbollslaget Malmö FF i synnerhet, fördjupande och granskande samhällsjournalistik och nöje. Kvällsposten är en del av Expressen. Bland journalisterna som arbetar eller har arbetat på Kvällsposten finns Patrick Ekwall, Niklas Orrenius, Mikael Ölander, Maria Rydhagen, Johan T Lindwall, David Lagercrantz och Federico Moreno.

## Lista över chefredaktörer
Från 1948 till 1964 hade Kvällsposten ingen chefredaktör. 1950-1964 leddes tidningen av en redaktionschef.
- Sven-Olof Berlin 1964-1970 (redaktionschef 1950-1964)
- Ola Gummesson 1970-1977
- Ulf Rytterborg 1978-1985
- Ulf Mörling 1985-1987
- Roger Carlsson 1987-1989
- Bengt Hansson 1990-1995
- Lars Klint 1995-1998
- Stig Hoffman 1999-2000
- Per Svensson 2001-2002
- Staffan Erfors 2002-2008
- Lars Mohlin 2008-2011
- Martin Kroon 2011-2016
- Katrin Säfström 2016-2018
- Magnus Ringman 2018-2020
- Maria Rydhagen 2020-